# Funhouse
„Funhouse“ е петият студиен албум на американската поп изпълнителка Пинк, издаден през октомври 2008. Достига до второ място в класацията за албуми Билборд 200, като в САЩ са продадени 3 милиона копия и получава 3 пъти платинена сертификация. От албумът са издадени общо седем сингъла „So What“, „Sober“, „Please Don't Leave Me“, „Bad Influence“, „Funhouse“, „I Don't Believe You“ и „Glitter in the Air“.

## Списък с песни

### Оригинален траклист
1. „So What“ – 3:34
2. „Sober“ – 4:10
3. „I Don't Believe You“ – 4:35
4. „One Foot Wrong“ – 3:22
5. „Please Don't Leave Me“ – 3:51
6. „Bad Influence“ – 3:35
7. „Funhouse“ – 3:24
8. „Crystal Ball“ – 3:25
9. „Mean“ – 4:17
10. „It's All Your Fault“ – 3:51
11. „Ave Mary A“ – 3:15
12. „Glitter in the Air“ – 3:46

### Интернационално и Немско Tchibo специално издание
1. „This Is How It Goes Down“ (с Travie McCoy) – 3:18

### Tour издание
1. „Push You Away“ – 3:02

### Британско и Японско издание
1. „Boring“ – 3:14
2. „So What“ (видеоклип) – 3:45

### Американско дигитално делукс издание
1. „Why Did I Ever Like You“ – 3:25
2. „Could've Had Everything“ – 3:09
3. „So What“ (видеоклип) (само за iTunes Store) – 3:45
4. „This Is How It Goes Down“ (с Travie McCoy) (само за iTunes Store предварителна поръчка) – 3:20

### На живо от Австралия (EP)
1. „Bad Influence“ (на живо) – 3:51
2. „Just Like a Pill“ (на живо) – 3:26
3. „I Don't Believe You“ (на живо) – 4:36
4. „Glitter in the Air“ (на живо) – 5:16
5. „Ave Mary A“ (на живо) – 3:23

### Tour издание (DVD)
1. „So What“ (видеоклип) – 3:35
2. „Funhouse“ (видеоклип) – 3:09
3. „Sober“ (видеоклип) – 4:24
4. „Please Don't Leave Me“ (видеоклип) – 3:53
5. „I Don't Believe You“ (на живо от Австралия) – 4:36
6. „Please Don't Leave Me“ (на живо от Австралия) – 3:52
7. „So What“ (на живо от Австралия) – 3:35
8. „Песен по песен“ (видео коментар) (не е наличен в iTunes Store)